# 吉爾國家公園
吉爾國家公園（英語：Gir National Park）是位於印度古加拉特邦的一個森林、國家公園和野生動物保護區。吉爾國家公園位於書那哥特東南65公里及阿姆雷利西南60公里處。占地面積1410.30平方公里，其中258.71平方公里作為國家公園，另外的1151.59公里作為野生動物保護區。吉爾國家公園是目前亞洲唯一有野生亞洲獅出沒並棲息的地方。  

## 野生動物
吉爾國家公園擁有2375種不同的動物物種，其中包括38種哺乳類、約300種鳥類、37種爬蟲類和2000多種昆蟲。
肉食性動物主要有亞洲獅、孟加拉豹、叢林貓、條紋鬣狗、亞洲胡狼、孟加拉狐、灰獴、赤獴、蜜獾、亞洲野貓和鏽斑豹貓。 
草食性動物主要有花鹿、藍牛羚、水鹿、四角羚、印度瞪羚和野豬。
爬蟲類主要包括沼澤鱷 、印度眼鏡蛇、蟒蛇、陸龜和巨蜥。 
鳥類主要包括大冠鷲、白腹隼雕、鳳頭鷹鵰、褐魚鴞、藍孔雀、鳳頭雨燕和藍肩八色鳥。